# シザー・シスターズ

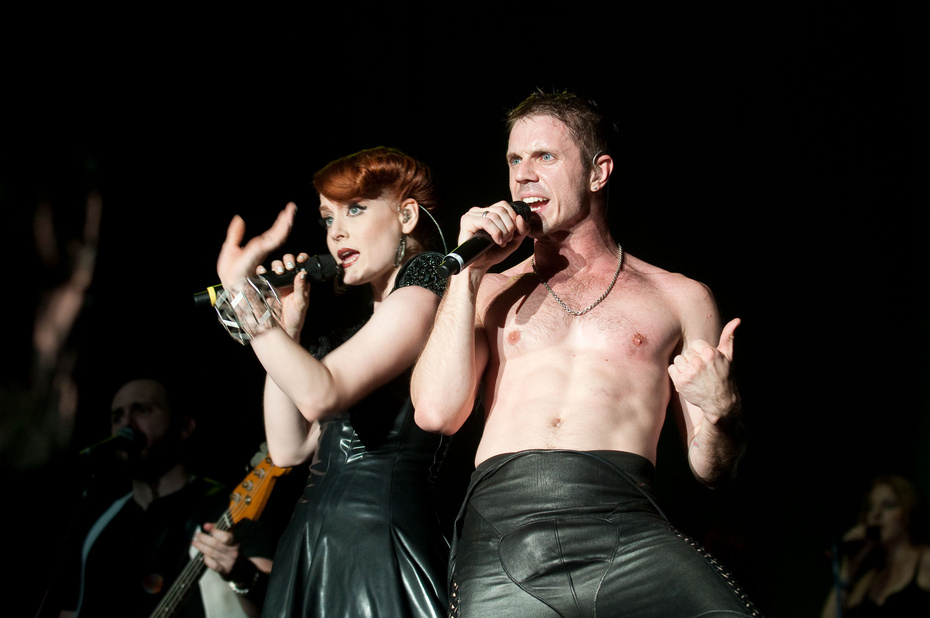
2010年1月31日に開催された「フジロック・フェスティバル」にて。

シザー・シスターズ（Scissor Sisters）は、アメリカ・ニューヨーク出身のバンドである。2001年に結成。2004年1月に発売されたアルバム『シザー・シスターズ』は、イギリスで250万枚以上の売上を記録。2012年10月24日のライブをもって無期限活動休止していたが、2024年に再結成。
メンバー5人のうちジェイク、ベイビーダディ、デルの3人がゲイ、アナはバイセクシャルである。

## 概要
ジェイクとベイビーダディが出会い、一緒に曲を書き始める。その後、ジェイクとアナがハロウィン・パーティで出会う。
2001年、アナの経営するゲイバーで初ライブを行う。デルとパディーが加わり、5人編成のバンドとして活動を開始し、地元ニューヨークのインディレーベルからデビューを果たす。ニューヨークはアメリカの中でもゲイに対して寛容な地域であり、それが彼が彼らの音楽性を存分に発揮できた理由でもある。
活動の拠点としてきたクラブやダンスフロアがアメリカ同時多発テロ事件の影響で次々に閉鎖されてしまうも、ロンドン公演の機会を得て、それがきっかけでイギリスでメジャーデビューすることとなる。
2004年1月、デビュー・アルバム『シザー・シスターズ』発表した。イギリスでは250万枚以上のセールスを記録し、2004年のUKアルバムのトップ・セラーとなった。
2005年に初来日を果たす。
フジロック・フェスティバルにおいては2006年のWHITE STAGEのトリ、2010年にはスペシャルゲストとしてGREEN STAGEのクロージング・アクトを務めている。
同性愛者としてのアイデンティティを存分に発揮した音楽性、ステージパフォーマンスは特に欧米各国で賞賛と議論の的となり、9月にゲイのメッカであるサンフランシスコで行われたライブは即日ソールドアウト、追加公演ももちろん完売と大盛況であった。
2012年10月24日、ロンドンでのライヴ後、シザー・シスターズは無期限の活動休止を宣言した。
2024年10月31日、再結成を発表。翌年5月から12年ぶりのツアーを開催することを発表した。アナは不参加であり、トリオとして再結成される。

## メンバー
- ジェイク・シアーズ（Jake Shears）（ヴォーカル）
- アナ・マトロニック（Ana Matronic）（ダンサー/シンガー）
- ベイビーダディ（Babydaddy）（マルチ・インストゥメンタリスト）
- デル・マーキー（Del Marquis）（ギター）
- ランディ・リアル（Randy Real）（ドラム）

### 旧メンバー
- パディー・ブーム（Paddy Boom）（ドラム　*2008年暮に脱退）

## ディスコグラフィ
- シザー・シスターズ -SCISSOR SISTERS （2004年）- 全英1位、全米102位
- ときめきダンシン -TA-DAH （2006年）- 全英1位、全米19位
- ナイト・ワーク -NIGHT WORK  （2010年）- 全英2位、全米18位
- マジック・アワー -MAGIC HOUR  （2012年）- 全英4位、全米35位

## 日本公演
- 2005年

2月25日 東京UNIT、26日 大阪CLUB QUATTRO
- 2006年

7月29日 新潟フジロック・フェスティバル
10月15日 恵比寿ガーデンホール  MTV Mergic Jam 2006 with“WALKMAN”
- 2007年

1月25日 東京Zepp Tokyo、27日 神奈川横浜BLITZ、
28日 愛知クラブダイアモンドホール、29日 大阪なんばHatch
- 2010年

8月1日 新潟フジロック・フェスティバル
- 2011年

2月8日 大阪なんばHatch、9日 東京Zepp Tokyo、10日 東京ageHa@STUDIO COAST
- 2012年

9月19日 東京ageHa@STUDIO COAST、20日 大阪 OSAKA BIG CAT